# 한국YMCA원주중고등학교
한국YMCA원주중고등학교(韓國YMCA原州中高等學校)는 강원특별자치도 원주시에 소재한 학력인정 평생교육시설이다. 중·고등 과정 통합으로 운영한다.

## 연혁
- 1987년 3월 1일 : 원일실업고등학교 개교
- 2004년 12월 1일 : 현재의 교사로 이전
- 2007년 3월 1일 : 한국YMCA원주중고등학교로 교명 변경

## 같이 보기
- 한국YMCA